# Musée international d'art naïf
Pour les articles homonymes, voir Musée d'art naïf.
Le Musée international d'art naïf ou MIDAN est un musée d'art public français, situé à Vicq dans les Yvelines, au 15 rue de la Mairie. Il fait partie des quatre seuls musées consacrés à l'art naïf en France.

## Histoire
Le musée international d’art naïf fut créé en 1973, dans sa maison de campagne et de son épouse, par Max Fourny, amateur et éditeur d’art. Dans un ancien corps de ferme du XVIIIe siècle, le site a été agrandi afin de pouvoir abriter une collection qui allait se développer et se structurer avec le temps.  
Passionné par l’art naïf, il parcourut le monde et constitua, à travers ses voyages, une collection de plus de 1 500 œuvres de plus de 55 pays et de tous les continents : celles-ci furent réparties entre le musée de Vicq et le Musée d'Art naïf Max Fourny - Halle Saint Pierre, dans le quartier de Montmartre à Paris. En 2001, Françoise Adnet, veuve de Max Fourny, confia la direction du musée à Daniel Besseiche, directeur de plusieurs galeries d’art moderne et contemporain. Il fonda l’association MIDAN qu'il a dès lors présidé.
En 2004, le musée récupéra plus de 500 œuvres lors de la fermeture du musée d'art naïf de Bages.
La commune de Vicq est devenue propriétaire des bâtiments et des collections à la suite de la donation effectuée par le collectionneur et son épouse. Le musée est resté fermé pour travaux depuis 2014 et a rouvert le 8 octobre 2023.

## Collections
Les collections représentent un large éventail de culture. Les œuvres proviennent de plus de 50 pays et font appel à de nombreuses techniques : peinture à l’huile, gouache, aquarelle, tempéra, gravure, peinture sur verre, sculptures de différents matériaux, broderies, tapisseries…
Trois expositions thématiques sont organisées chaque année in situ, ainsi que des expositions itinérantes en France et à l’étranger. L'Espace Mezzanine, au sein du musée, expose en permanence des artistes naïfs contemporains et accueille des expositions monographiques. Les objectifs principaux du Midan sont la promotion de l’art naïf sur le plan national et international et le développement d’une action pédagogique destinée aux différents publics.

## Les Rendez-Vous du MIDAN
Pour tout renseignement, vous pouvez téléphoner au 01 31 86 99 14.